# Трипластни животни
Трипластните животни са различните типове червеи, мекотелите, членестоногите, иглокожите и хордовите. Характерни белези за тези животни са:
- Двустранна симетрия на тялото (с изключение на иглокожите);
- Движение в една посока;
- Тялото е ориентирано – има преден и заден край, гръбна и коремна, лява и дясна страна;
- Коремната страна е свързана с двигателната функция и с храненето;
- На предния край, който при движение пръв има допир с околната среда, се струпват сетивни и нервни клетки; оформя се като глава;

Трите пласта, от които е изградено тялото, са: ектодерма, ендодерма и разположената между тях мезодерма. Тези животни имат телесна празнина с различен произход. Характерно за трипластните животни е сегментацията на тялото.